# Вильмулимуль
Вильмулимуль — традиционное чукотское кушанье из субпродуктов оленьей туши.
Оболочкой вильмулимуля служит олений желудок. В него сливается оленья кровь, кладутся вареные почки, печень, уши, жареные копыта (с которых предварительно снята роговица) и губы, а также добавляются ягоды и щавель. Набитый желудок аккуратно зашивается и опускается в кэтыран (ледник). Продукт заквашивают на зиму. Зимой вильмулимуль хранится в холодной части яранги. В пищу употребляется весной.